# Fountaine-Pajot
Fountaine-Pajot  est une entreprise française de construction de catamarans de croisière, créée à Aigrefeuille-d'Aunis en 1976, par Jean-François Fountaine, Yves Pajot et Daniel Givon.
Le siège social de l’entreprise Fountaine-Pajot est fixé à Aigrefeuille-d'Aunis, près de La Rochelle. Possédant des implantations dans ces deux villes, cette entreprise de 400 employés devient en 2006 un des principaux constructeurs de catamarans de croisière mondiaux,,.

## Historique
Le chantier est créé par deux régatiers sur dériveur léger, Yves Pajot, médaillé d'argent en Flying Dutchman aux JO de 1972, et Jean-François Fountaine, pré-sélectionné pour les JO de 1976. 
L’entreprise a d’abord produit des dériveurs légers, avant de se tourner vers la production de planches à voile puis celle de catamarans de croisière.

### Dériveurs
L’activité de Fountaine-Pajot commence par la production de dériveurs légers, de type 470 et 505. 

### Planches à voile
Le marché du dériveur souffrant, au début des années 1980, de l'explosion de la planche à voile, le chantier se lance dans ce domaine avec des planches destinées à la régate dans le cadre de la jauge dite Open division II de la Fédération internationale de voile. Les modèles, dénommés VMG, puis VMG 2, ne s'imposent jamais vraiment face aux références de l'époque, la CRIT D2, la Dobelmann DB2, la Mistral One Design et la Lechner A-390, malgré une équipe de régatiers semi-professionnels. 

### Catamarans
Le marché évoluant ensuite vers la pratique récréative du funboard, le chantier se tourne vers la production de catamarans habitables en 1983. Les modèles produits montent en taille, allant de 40 à 67 pieds pour les modèles à voile, et de 37 à 55 pieds pour les catamarans motorisés. En 2005, des investissements permettent d’industrialiser la production, tandis que celle-ci s’oriente vers le haut de gamme. En 2006, le développement d’un procédé spécifique de fabrication de ponts de bateaux par injection permet au chantier de produire les plus grandes pièces du monde en résine
En 2008, 2700 exemplaires de 40 modèles de catamarans différents ont été produits,[réf. incomplète]. En 2009, le chantier construit entre 150 et 180 bateaux par an.

### Voiliers
Fountaine-Pajot rachète les voiliers Dufour en 2018.